# Inferno - Canto undicesimo

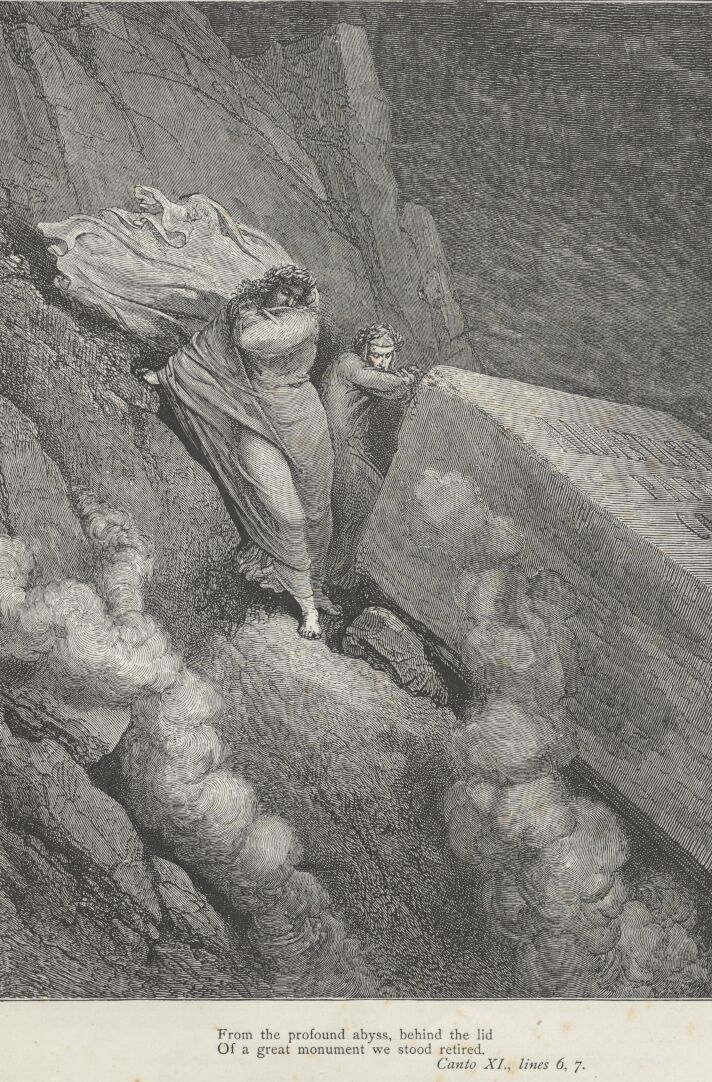
Presso la tomba di Papa Anastasio, illustrazione di Gustave Doré

Il canto undicesimo dell'Inferno di Dante Alighieri si svolge sull'orlo del sesto cerchio, ove sono puniti gli eretici; siamo all'alba del 9 aprile 1300 (Sabato Santo), o secondo altri commentatori del 26 marzo 1300.
Questo canto è il più breve di tutta la Divina Commedia ed è un canto dottrinale dove si spiega la gerarchia dei peccati e la loro dislocazione nell'Inferno, ma, nonostante l'argomento privo di azione, anche qui la costruzione poetica di Dante si manifesta in tutta la sua ricchezza.

## Incipit
(Anonimo commentatore dantesco del XIV secolo)

## Analisi del canto

### La tomba di Papa Anastasio - versi 1-15
Dante e Virgilio si sono incamminati dal cerchio degli eretici verso quello successivo. E già al termine del canto X si anticipava la percezione di un lezzo. Al principio del nuovo canto i due poeti arrivano ad affacciarsi al baratro infernale (giungendo sulla sommità di un'alta ripa cioè un dirupo) l'odore pesante e nauseabondo è così forte che si ritraggono subito inorriditi. Questo odore può essere inteso come quello del cerchio successivo, dove il fiume Flegetonte ribolle di sangue, oppure, in senso più generale, il puzzo del basso inferno, dove sono puniti i peggiori peccati. In genere, anche perché Dante parla di profondo abisso, si ritiene la seconda ipotesi come quella valida.
I due poeti si accostano allora a un sepolcro, dove Dante vede la lapide che recita:
(vv. 8-9)
Cioè "custodisco Papa Anastasio, traviato da Fotino (diacono di Tessalonica)". Tutto qui, la presenza del papa eretico è affidata a una semplice inquadratura.
Nella sua condanna Dante segue il "Liber pontificalis", il quale riporta una scarna biografia del pontefice sottolineando il suo aver voluto accordarsi con gli eretici monofisiti (in particolare con il diacono Fotino) senza il consiglio dei vescovi e degli altri religiosi della curia, restando isolato. Dio lo avrebbe allora "percosso", facendogli evacuare gli intestini. Poco importa nel commento al passo dantesco che la figura di questo papa sia in seguito stata rivalutata e il passo del Liber Pontificalis dichiarato spurio: è interessante qui rilevare solo che nel Medioevo l'attendibilità del liber era considerevole e non veniva messa in discussione.
Virgilio dice allora a Dante che è meglio aspettare un po' affinché il naso si abitui all'odore, così che poi essi non ci facciano più caso.

### Ordinamento e distribuzione dei dannati nell'inferno - vv. 16-90

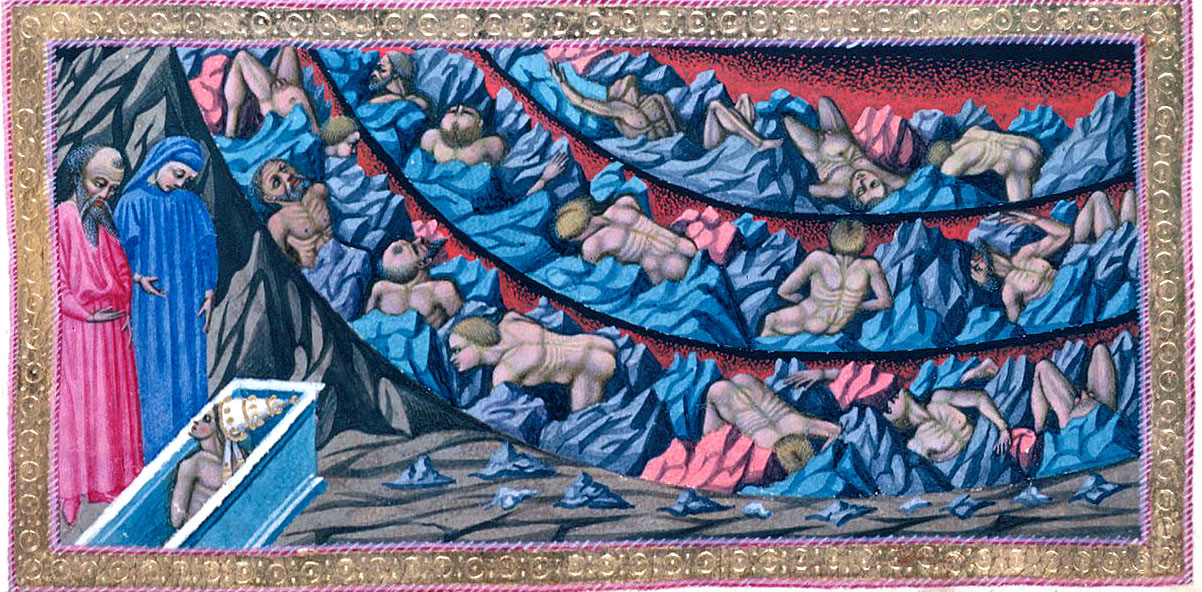
Priamo della Quercia, illustrazione al Canto XI

È Dante a proporre a Virgilio di dire qualcosa di interessante nell'attesa e il maestro, che già ci stava pensando, gli inizia a parlare degli ultimi tre cerchi, affinché, quando scenderanno, a Dante sia sufficiente un'occhiata per capire pena e dannati, senza doversi dilungare in spiegazioni. In seguito il discorso si allargherà a tutto l'Inferno, compresi i cerchi già visitati.
| «Figliuol mio, dentro da cotesti sassi», cominciò poi a dir, «son tre cerchietti di grado in grado, come que' che lassi. Tutti son pien di spirti maladetti; ma perché poi ti basti pur la vista, intendi come e perché son costretti.” | “Figliolo mio, dentro queste rocce,” cominciò poi a dire, ”ci sono tre cerchi, più piccoli a mano a mano che si digrada, come quelli che ti lasci alle spalle. Sono tutti colmi di spiriti maledetti; ma perché ti sia sufficiente vederli, cerca di intendere in che modo e in base a quale criterio sono ammassati. |

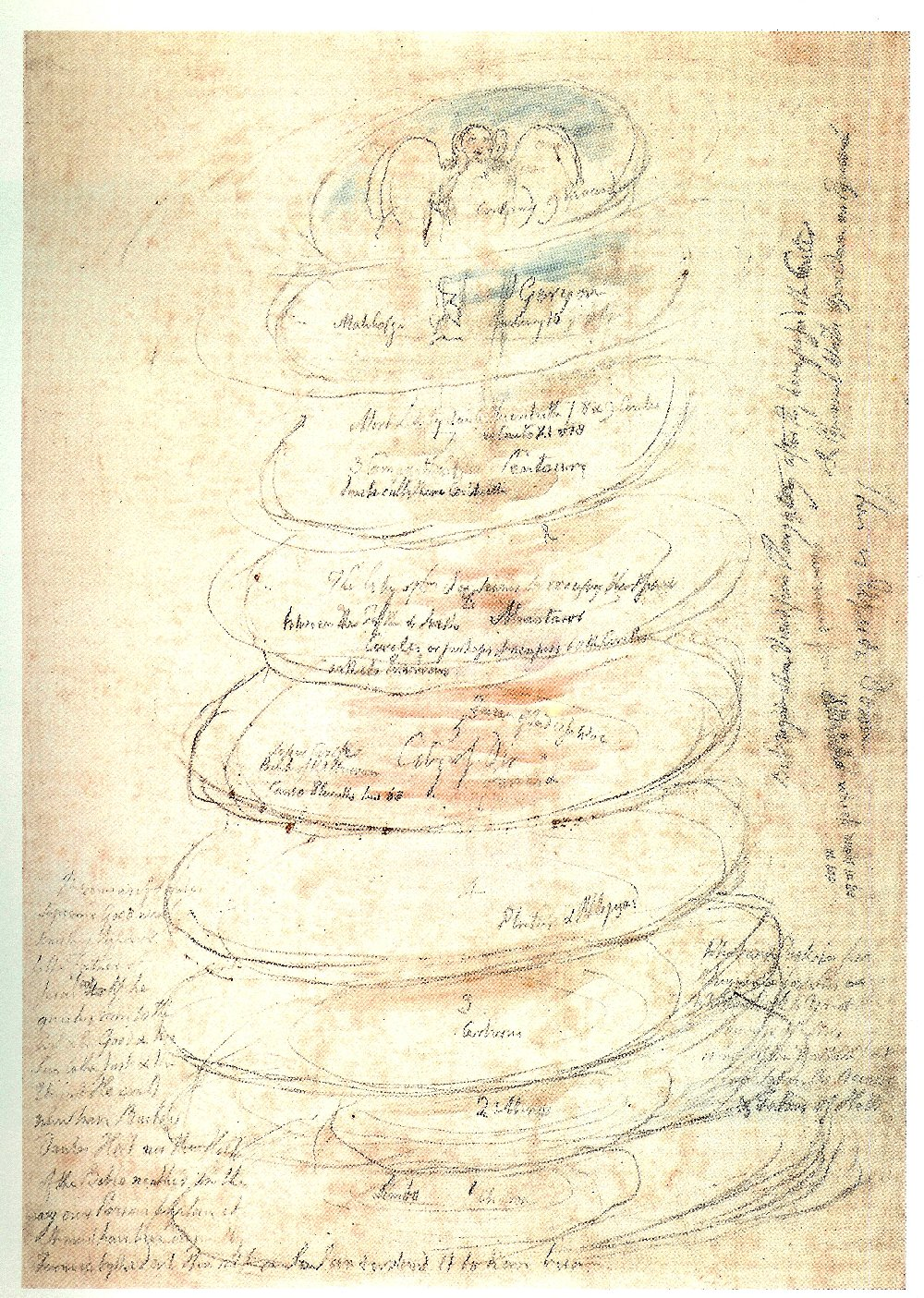
Lo schema dell'Inferno, illustrazione di William Blake

Virgilio inizia a parlare dei peccati di malizia, quelli puniti entro le mura di Dite, e dice che essi hanno tutti come risultati l'"ingiuria" altrui. Per ottenere questa ingiuria si può ricorrere alla frode o alla forza, la prima più grave della seconda, quindi punita più in basso. Il prossimo cerchio è invece occupato dai violenti: in ordine di gravità
1. Violenti contro gli altri e le sostanze degli altri (tiranni, omicidi, rapinatori, predoni...)
2. Violenti contro sé stessi e contro le proprie sostanze (suicidi e scialacquatori)
3. Violenti contro Dio e contro la natura (bestemmiatori, sodomiti e usurai)

Per ciascuno dei tre peccati esiste un sottogirone, nel quale sono puniti con diverso grado o diversa pena le varie categorie. I sodomiti sono indicati come abitanti di Sodoma, mentre gli usurai di Cahors ("Caorsa"), all'epoca sinonimo di città degli strozzini.
Dal verso 52 inizia la trattazione dei peccati legati alla frode. Una prima distinzione è legata alle frodi verso il prossimo, che per natura non sarebbe tenuto a fidarsi (e qui Dante elenca sparsamente otto dei dieci peccati puniti nel girone dei fraudolenti, diviso in Malebolge), e le frodi contro chi di noi si fida, cioè i tradimenti veri e propri, che rompono non solo il vincolo naturale di reciproco aiuto tra esseri umani, come i fraudolenti, ma anche quello della fiducia speciale (tra parenti, amici, compatrioti...) per questo è il peccato più grave che viene punito nel cerchio più piccolo dove siede Dite, cioè Lucifero.
A questo punto Dante chiede perché i peccatori dei gironi precedenti (elencati secondo la loro pena) non sono puniti entro la città, forse perché non rientrano nell'ambito dell'ira divina? La risposta di Virgilio è piuttosto brusca: "perché esci dalla via maestra ("delira lo 'ngegno tuo")? O forse segui altre dottrine [eretiche]? Non ti ricordi come nella tua Etica di Aristotele i peccati siano divisi in tre disposizioni che il cielo non vuole cioè incontinenza, malizia e matta bestialità? e non ricordi come l'incontinenza sia giudicata meno grave delle altre? Se tieni a mente questo, si capisce perché la vendetta divina li martelli di meno" (parafrasi vv. 76-90).
Se su malizia e incontinenza non ci sono dubbi, più vago e oggetto di dispute è il significato della matta bestialitade. Per alcuni essa indica la violenza (mentre malizia allora indicherebbe solo la frode), altri la indicano come l'eresia, non indicata altrove, che però non esisteva come peccato nell'etica.
Resterebbero comunque esclusi i peccati degli ignavi, delle anime del Limbo e, secondo alcune interpretazioni, degli eretici appunto: i relativi peccatori fanno parte dell'antinferno o dei gironi che stanno sulla soglia di una parte dell'Inferno (Alto e Basso Inferno), e forse Dante li ha volutamente esclusi dall'elencazione, in quanto peccati non attivi, la cui negatività starebbe nel "non aver fatto".

### Considerazioni sull'usura - vv. 91-115
Dante ringrazia calorosamente il maestro, ma chiede altre spiegazioni sul peccato dell'usura. Virgilio continua a citare la filosofia di Aristotele dove è indicato, per chi lo sa capire, come la natura prenda il suo corso dall'intelletto divino e dal suo operato (l'"idea" e l'"azione"). Analogamente nella Fisica, sempre di Aristotele, è spiegato verso l'inizio come anche il lavoro umano si adegui al modello divino: l'arricchimento personale quindi deve procedere dal lavoro umano o dalla creatività dell'intelligenza, come è scritto anche all'inizio della Genesi, ogni altro modo, compreso quello appunto di trarre soldi dai soldi stessi, è contro natura e offende Dio.
È chiaro quindi come nel medioevo "usura" fosse considerata qualsiasi attività bancaria, non già il prestito a tassi esorbitanti come lo intendiamo noi oggi.
Giunge quindi il momento di proseguire e Virgilio lascia una notazione oraria: i Pesci guizzano fuori dall'orizzonte e il Carro si trova nella zona del Coro (il maestrale), cioè a nord-ovest. I Pesci sono l'ultima costellazione a sorgere prima del sole, il quale sorge con l'Ariete, quindi sono due ore prima dell'alba, le quattro del mattino. Il passaggio per scendere è un po' più avanti ("il balzo vi là oltra dismonta") quindi Virgilio sottintende che sarà bene affrettarsi.